# Marin Glavaš
Marin Glavaš (* 17. März 1992 in Imotski) ist ein kroatischer Fußballspieler.

## Karriere

### Verein
Glavaš begann seine Karriere beim NK Osijek. Im August 2011 debütierte er für die Profis von Osijek in der 1. HNL, als er am dritten Spieltag der Saison 2011/12 gegen den NK Zagreb in der 84. Minute für Srđan Vidaković eingewechselt wurde. In seiner ersten Saison für die Profis von Osijek kam er zu drei Einsätzen in der Liga. Sein erstes Tor in der höchsten kroatischen Spielklasse erzielte er im August 2014 bei einem 2:0-Sieg gegen Hajduk Split.
Zur Saison 2015/16 wechselte er in die Slowakei zum FC Zlaté Moravce. Sein erstes Spiel für Zlaté Moravce in der Fortuna liga absolvierte er im Juli 2015 gegen den ŠK Slovan Bratislava. In jenem Spiel, das Bratislava mit 2:1 gewann, erzielte er auch seinen einzigen Treffer für Zlaté Moravce. Nach einem halben Jahr in der Slowakei wechselte Glavaš im Februar 2016 nach Armenien zum FC Ararat Jerewan. Für Ararat kam er zu vier Einsätzen in der Bardsragujn chumb.
Im Juli 2016 wechselte er nach Slowenien zum NK Celje. In seinem halben Jahr bei Celje absolvierte er elf Spiele in der 1. SNL und erzielte dabei ein Tor. In der Winterpause der Saison 2016/17 verließ er die Slowenen. Nach zwei Monaten ohne Verein wechselte er im März 2017 nach Finnland zum Zweitligisten AC Oulu. Für Oulu kam er zu acht Einsätzen in der Ykkönen. Im Juli 2017 verließ er Oulu wieder.
Nach mehreren Monaten ohne Verein wechselte er im Februar 2018 nach Österreich zum viertklassigen FC Bad Radkersburg. Nach einem halben Jahr bei Bad Radkersburg wechselte er zur Saison 2018/19 zum Regionalligisten USV Allerheiligen. Für Allerheiligen absolvierte er bis zur Winterpause jener Saison 14 Spiele in der Regionalliga Mitte und erzielte dabei sechs Treffer. Im Februar 2019 schloss er sich dem Zweitligisten SV Horn an. Nach der Saison 2018/19 verließ er Horn und wechselte zum Regionalligisten SC Weiz. Hier spielte er bis zum Jahresanfang 2020 und schloss sich für acht Monate dem bosnischen Erstligisten NK Široki Brijeg an. Dann ging er zum NK Krško nach Slowenien und ab dem Sommer 2021 stand er beim Viertligisten UFC Markt Allhau in Österreich unter Vertrag. Zur Saison 2023/24 wechselte er zum fünftklassigen ASKÖ Rotenturm, im Januar 2024 zog er weiter zum sechstklassigen ASK Schlaining.

### Nationalmannschaft
Glavaš absolvierte zwischen 2011 und 2012 drei Spiele für die kroatische U-20-Auswahl.